# Panicum glaucocladum
Panicum glaucocladum är en gräsart som beskrevs av Charles Edward Hubbard. Panicum glaucocladum ingår i släktet vipphirser, och familjen gräs. Inga underarter finns listade i Catalogue of Life.